# Fabián Turnes
Fabián Alejandro Turnes (Buenos Aires, 12 de enero de 1965) es un funcionario y exrugbista argentino que se desempeñaba como centro. Fue internacional con los Pumas de 1985 a 1997.

## Biografía
En 1984 fue integrante del combinado internacional Sudamérica XV, que ejecutó la polémica gira a la Sudáfrica bajo el régimen de apartheid y jugó las dos pruebas contra los Springboks.
De 2008 a 2013 fue asistente del entrenador Santiago Phelan en los Pumas, con quien dirigieron al seleccionado durante la Copa Mundial de Nueva Zelanda 2011. Ambos fueron despedidos por los malos resultados, dos años más tarde.
Actualmente es Secretario de Deportes de la Secretaría de Deportes del Gobierno de la Ciudad Autónoma de Buenos Aires.

## Selección nacional
Héctor Silva lo convocó por primera vez a los Pumas, con solo 20 años, en junio de 1985 y debutó frente a Les Bleus, en la primera victoria contra los franceses. Meses después, jugó en el recordado empate contra los All Blacks.
Bajo la dirección técnica de Rodolfo O'Reilly, jugó en la victoria ante los Wallabies de 1987 y no volvió a ser convocado hasta 1989 por reglamentación de la UAR por jugar en el extranjero. Los sucesores de O'Reilly prefirieron a Hernán García Simón, Eduardo Laborde, Lisandro Arbizu y Sebastián Salvat en su lugar.
Recién ocho años más tarde, en 1997, el entrenador neozelandés Alex Wyllie probó a un veterano Turnes de 32 años. Jugó la Copa Latina y en su última prueba; Argentina venció a Australia. En total jugó 27 partidos y marcó 65 puntos.

### Participaciones en Copas del Mundo
Silva lo llevó a la única Copa Mundial que jugó, la de Nueva Zelanda 1987. Turnes formó con Hugo Porta y el segundo centro Diego Cuesta Silva, Argentina no pudo vencer a Fiyi en el duelo clave para avanzar de fase y fue eliminada del torneo.
| Mundial                       | Sede          | Resultado      | PJ | Tries |
| ----------------------------- | ------------- | -------------- | -- | ----- |
| Copa Mundial de Rugby de 1987 | Nueva Zelanda | Fase de grupos | 2  | 0     |

## Palmarés
- Campeón del Torneo Sudamericano de 1985 y 1997.
- Campeón del Torneo de la URBA de 1986 y 1989, ambos compartidos con el San Isidro Club.

## [2]Ciclismo e incumplimiento de deberes de funcionario público
El 7 de diciembre de 2023, Turnes asume como Secretario de Deportes de la Ciudad de Buenos Aires, acompañando la gestión de Jorge Macri tal cual lo hiciera en la intendencia de Vicente López. Hereda de la gestión previa la obra prácticamente finalizada de la nueva pista de ciclismo del Parque Sarmiento, construida por iniciativa ciudadana para estimular la práctica del ciclismo porteño y preservar las vidas de sus practicantes, frecuentemente arriesgadas por incidencias de distinta índole, nunca antes protegidas por las autoridades del gobierno.

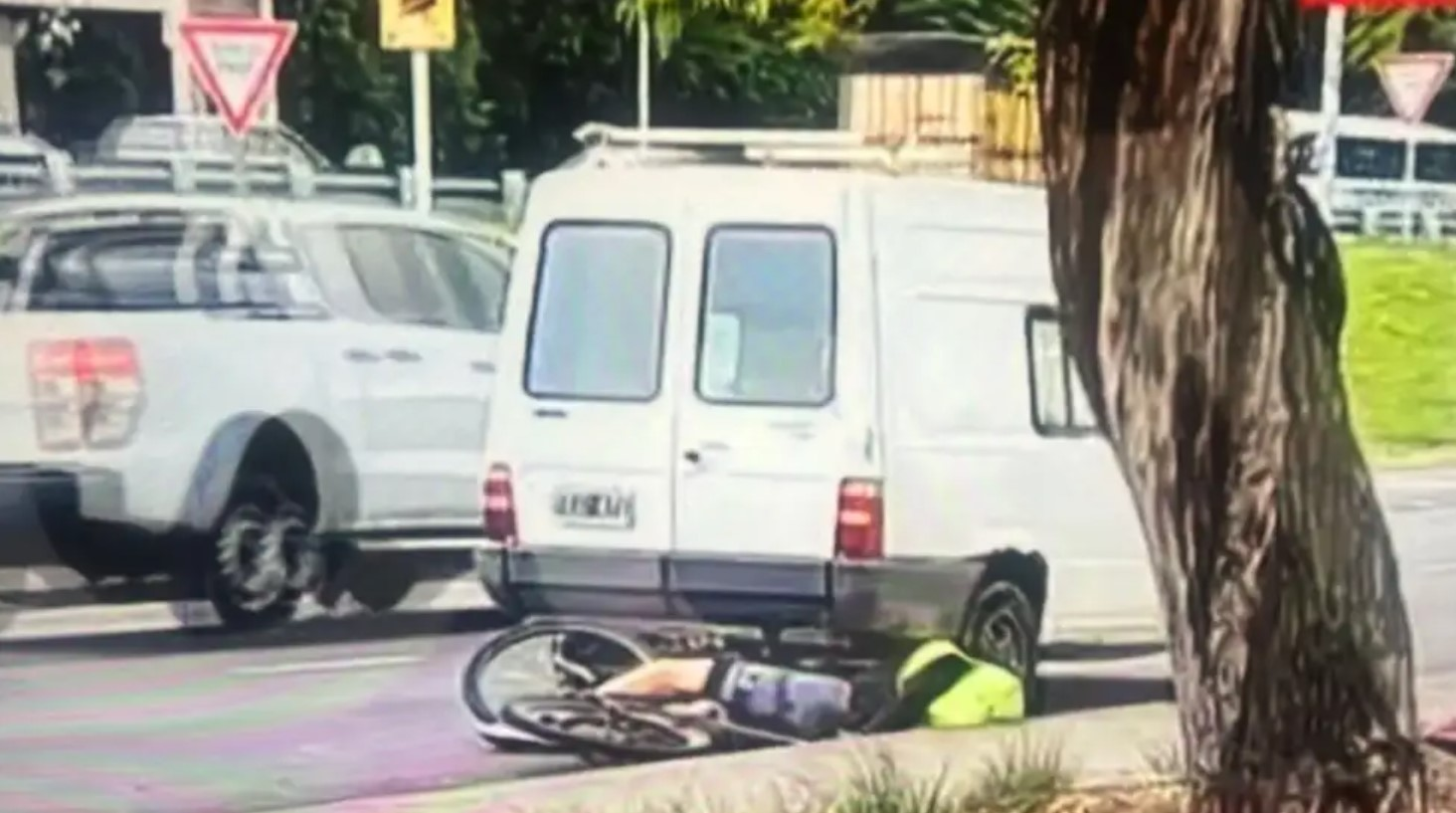
Ciclista pierde la vida por circular entre el tránsito del perímetro del parque, ante la falta de iniciativa para inaugurar las instalaciones ya terminadas.

No obstante el alto grado de finalización de las obras, Turnes no sólo no toma las medidas necesarias para la inauguración de la pista, sino que en su falta de compromiso con la gestión estas entran en un proceso de deterioro por desidia y falta de coordinación con las autoridades de Parque Sarmiento.
El día 3 de enero, en este contexto, un ciclista muere en un accidente vial en las afueras de dicho parque, mientras la pista permanece totalmente asfaltada pero con el acceso prohibido para los ciclistas. Posteriormente, el 18 de febrero otro ciclista sufre un grave accidente con fractura de vértebra al impactar contra un semiacoplado indebidamente estacionado en el perímetro externo del parque, siendo su estado de salud a la fecha crítico.
La comunidad ciclista y los vecinos de Parque Sarmiento que reclaman por la inauguración de la pista, coinciden en que estos siniestros se hubieran evitado si Turnes hubiera cumplido con su deber de funcionario público y la inauguración prevista no se hubiera visto sometida a injustificadas demoras.